# 24 Hours of Spa 2012
24 Hours of Spa 2012 – 24-godzinny wyścig samochodowy na torze Circuit de Spa-Francorchamps w miejscowości Stavelot w Belgii. Zawody odbyły się w dniach 28–29 lipca 2012.

## Wyniki zawodów
| Poz.   | Klasa            | Nr  | Drużyna                       | Kierowcy                                                              | Okrążeń |
| ------ | ---------------- | --- | ----------------------------- | --------------------------------------------------------------------- | ------- |
| 1      | GT3 Pro          | 16  | Audi Sport Performance Team   | Frank Stippler René Rast Andrea Piccini                               | 509     |
| 2      | GT3 Pro          | 1   | Belgian Audi Club Team WRT    | Stéphane Ortelli Christopher Mies Christopher Haase                   | 508     |
| 3      | GT3 Pro          | 66  | BMW/Vita4One Racing Team      | Frank Kechele Greg Franchi Mathias Lauda                              | 508     |
| 4      | GT3 Pro          | 3   | Marc VDS Racing Team          | Maxime Martin Bas Leinders Markus Palttala                            | 507     |
| 5      | GT3 Pro-Am       | 52  | AF Corse                      | Andrea Bertolini Alessandro Pier Guidi Louis Machiels Niek Hommerson  | 502     |
| 6      | GT3 Pro          | 6   | Audi Sport Team Phoenix       | André Lotterer Tom Kristensen Marcel Fässler                          | 501     |
| 7      | GT3 Pro-Am       | 8   | Haribo Racing Team            | Uwe Alzen Christian Menzel Mike Stursberg Hans Guido Riegel           | 497     |
| 8      | GT3 Pro-Am       | 10  | SOFREV Auto Sport Promotion   | Olivier Panis Fabien Barthez Eric Debard Morgan Moulin-Traffort       | 497     |
| 9      | GT3 Pro-Am       | 88  | Von Ryan Racing               | Álvaro Parente Roger Wills Chris Goodwin Rob Barff                    | 497     |
| 10     | GT3 Pro-Am       | 20  | SOFREV Auto Sport Promotion   | Ludovic Badey Jean-Luc Beaubelique Patrice Goueslard Tristan Vautier  | 495     |
| 11     | GT3 Pro-Am       | 24  | Blancpain Reiter              | Peter Kox Marc Hayek Albert von Thurn und Taxis Jos Menten            | 486     |
| 12     | GT3 Pro-Am       | 17  | Insight Racing                | Martin Jensen Dennis Andersen Iain Dockerill                          | 486     |
| 13     | GT3 Pro-Am       | 74  | Prospeed Competition          | Maxime Soulet Dylan Derdaele Paul van Splunteren Frédéric Bouvy       | 485     |
| 14     | GT3 Pro-Am       | 30  | GT3 Racing                    | Peter Belshaw Craig Wilkins Aaron Scott Phil Keen                     | 484     |
| 15     | GT3 Pro          | 4   | Marc VDS Racing Team          | Mike Hezemans Bert Longin Henri Moser                                 | 478     |
| 16     | GT3 Pro-Am       | 89  | GPR AMR                       | Bertrand Baguette Ronnie Lattine Tim Verbergt Damien Dupont           | 477     |
| 17     | Gentleman Trophy | 25  | First Motorsport              | Bert Redant Armand Fumal Steve van Bellingen Johan Vanloo             | 475     |
| 18     | GT3 Pro-Am       | 49  | AF Corse                      | Yannick Mallégol Howard Blank Jean-Marc Bachelier François Perrodo    | 475     |
| 19     | GT3 Pro-Am       | 19  | Black Falcon                  | Kenneth Heyer Oliver Morley Manuel Metzger Stephan Rosler             | 473     |
| 20     | GT3 Pro          | 75  | Prospeed Competition          | Marc Goossens Xavier Maassen Marc Hennerici                           | 471     |
| 21     | GT3 Pro-Am       | 34  | Pro GT by Alméras             | Anthony Beltoise Roland Berville Henry Hassid Nicolas Armindo         | 471     |
| 22     | Gentleman Trophy | 82  | Bull Fight Racing/GCR         | Pierre Fontaine Gaël Lesoudier Christophe Decultot Gilles Vannelet    | 462     |
| 23     | Gentleman Trophy | 41  | Saintéloc Racing              | Robert Hissom Pierre Hirschi Philippe Marie Jérôme Demay              | 460     |
| 24     | Gentleman Trophy | 81  | ALFAB Racing                  | Erik Behrens Daniel Roos Patrik Skoog Magnus Ohman                    | 455     |
| 25     | Cup              | 94  | SpeedLover                    | Kevin Balthazard Christophe Bigourie Raf Vleugels Rik Renmans         | 455     |
| 26 DNF | GT3 Pro-Am       | 51  | AF Corse                      | Dan Brown Giuseppe Cirò Gaetano Ardagna Pérez Toni Vilander           | 449     |
| 27 DNF | GT3 Pro-Am       | 72  | Kessel Racing                 | Lorenzo Bontempelli Pierre Bruneau Marc Rostan Claude-Yves Gosselin   | 449     |
| 28     | GT3 Pro-Am       | 42  | Sport Garage                  | Romain Brandela Lionel Comole Michaël Petit Kevin Despinasse          | 448     |
| 29     | GT3 Pro-Am       | 50  | AF Corse                      | Marco Cioci Jack Gerber Raffaele Giammaria Enzo Ide                   | 447     |
| 30     | GT3 Pro-Am       | 60  | Von Ryan Racing               | Julien Draper Matthew Draper Stephen Jelley Stef Dusseldorp           | 434     |
| 31 DNF | GT3 Pro          | 2   | Belgian Audi Club Team WRT    | Edward Sandström Marco Bonanomi Laurens Vanthoor                      | 417     |
| 32 DNF | GT3 Pro-Am       | 29  | ROAL Motorsport               | Tom Coronel Stefano Colombo Edoardo Liberati Michela Cerruti          | 400     |
| 33     | Gentleman Trophy | 98  | JB Motorsport                 | Jan Brunstedt Mikael Bender Jocke Mangs                               | 363     |
| 34 DNF | GT3 Pro          | 71  | Kessel Racing                 | Daniel Zampieri Davide Rigon Stefano Gattuso                          | 354     |
| 35 DNF | GT3 Pro-Am       | 107 | Beechdean-Aston Martin Racing | Jonathan Adam John Gaw Andrew Howard Phil Dryburgh                    | 342     |
| 36 DNF | Gentleman Trophy | 58  | Exagon Engineering            | Christian Kelders Jean-Luc Blanchemain Daniel Desbrueres Pascal Mulle | 342     |
| 37 DNF | GT3 Pro-Am       | 57  | Vita4One Team Italy           | Alessandro Bonacini Eugenio Amos Giacomo Petrobelli Jonathan Hirschi  | 338     |
| 38 NC  | Gentleman Trophy | 57  | VDS Racing Adventures         | Raphaël van de Straten Nicolas de Crem José Close Benjamin Bailly     | 334     |
| 39 DNF | GT3 Pro-Am       | 7   | ARC Bratislava                | Miroslav Konopka Zdeno Mikulasko Steffano Crotti Christoff Corten     | 305     |
| 40 DNF | GT3 Pro          | 36  | DB Motorsport                 | Stéphane Léméret Jeffrey van Hooydonk Jeroen den Boer                 | 271     |
| 41 DNF | GT3 Pro          | 41  | Saintéloc Racing              | Dino Lunardi Grégory Guilvert Filipe Albuquerque                      | 267     |
| 42 DNF | GT3 Pro          | 83  | SMG Challenge                 | Philippe Gache Eric Clément Olivier Pla                               | 262     |
| 43 DNF | GT3 Pro-Am       | 21  | MTech                         | Matt Griffin Niki Cadei Mike Edmonds Duncan Cameron                   | 257     |
| 44 DNF | GT3 Pro          | 69  | Gulf Racing UK                | Jamie Campbell-Walter Roald Goethe Stuart Hall                        | 216     |
| 45 DNF | GT3 Pro          | 9   | Gulf Racing UK                | Rob Bell Michael Wainwright Andy Meyrick                              | 203     |
| 46 DNF | GT3 Pro-Am       | 14  | KRK Racing                    | Koen Wauters Anthony Kumpen Raf Vanthoor Dennis Retera                | 190     |
| 47 DNF | GT3 Pro-Am       | 47  | ASM Team                      | Pedro Lamy Ricardo Bravo Luís Silva Karim Ojjeh                       | 190     |
| 48 DNF | GT3 Pro-Am       | 23  | United Autosports             | Mark Blundell Mark Patterson Alain Li Richard Meins                   | 187     |
| 49 DNF | Cup              | 76  | Race Art                      | Philippe Broodcoren Christophe Geoffroy Mathijs Harkema Henri Richard | 181     |
| 50 DNF | GT3 Pro-Am       | 44  | Sport Garage                  | Gilles Duqueine Christian Beroujon André-Alain Corbel Eric Vaissiere  | 164     |
| 51 DNF | Cup              | 32  | Pro GT by Alméras             | Jean-Louis Alloin Jérémy Alloin Matthieu Vaxivière Alain Ferté        | 163     |
| 52 DNF | GT3 Pro-Am       | 59  | Vita4One Team Italy           | Alessandro Bonetti Andrea Ceccato Michael Lyons Filip Salaquarda      | 158     |
| 53 DNF | GT3 Pro-Am       | 70  | Race Art                      | Nick Catsburg Roger Grouwels Jaap van Lagen Robert Nearn              | 136     |
| 54 DNF | GT3 Pro-Am       | 18  | Black Falcon                  | Jeroen Bleekemolen Steve Jans Bret Curtis Franky Cheng                | 125     |
| 55 DNF | GT3 Pro-Am       | 5   | Boutsen Ginion Racing         | Nico Verdonck Edouard Mondron Eric van de Poele Jack Clarke           | 124     |
| 56 DNF | Gentleman Trophy | 73  | Kessel Racing                 | Beniamino Caccia Paolo Andreasi Pablo Paladino Giacomo Piccini        | 123     |
| 57 DNF | GT3 Pro-Am       | 15  | Boutsen Ginion Racing         | Jérôme Thiry Sarah Bovy Massimo Vagliani Marlene Broggi               | 96      |
| 58 DNF | GT3 Pro-Am       | 62  | Lapidus Racing                | Klaas Hummel Adam Christodoulou Phil Quaife Tim Mullen                | 96      |
| 59 DNF | GT3 Pro-Am       | 12  | ART Grand Prix                | Duncan Tappy Grégoire Demoustier Mike Parisy Ulric Amado              | 95      |
| 60 DNF | GT3 Pro-Am       | 90  | Preci-Spark                   | David Jones Godfrey Jones Mike Jordan Bernd Schneider                 | 73      |
| 61 DNF | Cup              | 86  | RMS                           | Philippe Salini Thierry Stépec Éric Mouez David Loger                 | 63      |
| 62 DNF | GT3 Pro-Am       | 35  | GT Academy Team RJN           | Chris Ward Alex Buncombe Jann Mardenborough Lucas Ordoñez             | 53      |
| 63 DNF | GT3 Pro-Am       | 37  | DB Motorsport                 | Jochen Habets Leon Rijnbeek Simon Knap Andrew Danyliw                 | 52      |
| 64 DNF | GT3 Pro-Am       | 80  | Emil Frey Racing              | Lorenz Frey Rolf Maritz Gabriele Gardel Fredy Barth                   | 52      |
| 65 DNF | GT3 Pro-Am       | 33  | Pro GT by Alméras             | Jean-Antoine Leclerc Éric Dermont David Tuchbant Franck Perera        | 39      |
| 66 DNF | Cup              | 87  | RMS                           | Manuel Nicolaidis Fabio Spirgi Olivier Baron Richard Feller           | 34      |

DNF – did not finished, nie ukończył wyścigu.